# Can Gironell
Can Gironell és una obra de Vilamaniscle (Alt Empordà) inclosa a l'Inventari del Patrimoni Arquitectònic de Catalunya.

## Descripció
Edifici entre mitgeres, amb una planta rectangular, orientada a migdia extraordinàriament allargada. Disposa de planta baixa i pis, amb una torre quadrada a la banda de ponent. Es tracta, juntament amb Can Gorgot, de l'edifici civil més característic de Vilamaniscle. A la planta baixa s'obren diverses portes, totes elles d'una notable senzillesa. La zona que confereix personalitat a la construcció és, sens dubte, la llarga i ampla galeria que recorre tot el primer pis.Feta a base d'arcs de mig punt i baranes de balustres de rejol, resolta paradigmàtica d'un tipus d'arquitectura al servei de les cases vilatanes benestants de finals del segle xix. A la banda de tramuntana, o sigui darrera de la façana descrita, s'hi disposen totes les habitacions de l'habitatge. L'edifici està acabat amb un terrat pla que a la banda de migdia disposa d'una barana de rajol amb un complexa entramat de formes geomètriques.